# Wiedemannia insularis
Wiedemannia insularis är en tvåvingeart som beskrevs av Collin 1927. Wiedemannia insularis ingår i släktet Wiedemannia och familjen dansflugor. Inga underarter finns listade i Catalogue of Life.